# Comuna Novopetrivka, Berdeansk
Novopetrivka (în ucraineană Новопетрівка) este o comună în raionul Berdeansk, regiunea Zaporijjea, Ucraina, formată din satele Kulîkivske, Novopetrivka (reședința) și Staropetrivka.

## Demografie
Componența lingvistică a comunei Novopetrivka
     Ucraineană (82,12%)
     Rusă (16,95%)
     Alte limbi (0,09%)
Conform recensământului din 2001, majoritatea populației comunei Novopetrivka era vorbitoare de ucraineană (82,12%), existând în minoritate și vorbitori de rusă (16,95%).